# Ждановська сільська рада
Жда́новська сільська рада (рос. Ждановский сельский совет) — сільське поселення у складі Александровського району Оренбурзької області Росії.
Адміністративний центр — село Ждановка.

## Населення
Населення — 1916 осіб (2019; 2235 в 2010, 3020 у 2002).

## Склад
До складу сільської ради входять:
| Населений пункт      | Населення, осіб (2002) | Населення, осіб (2010) |
| -------------------- | ---------------------- | ---------------------- |
| Ждановка, село       | 1458                   | 1143                   |
| Каменка, село        | 557                    | 417                    |
| Ніколаєвка, село     | 78                     | 23                     |
| Новонікольське, село | 367                    | 295                    |
| Новоспаське, село    | 282                    | 124                    |
| Федоровка, село      | 278                    | 233                    |